# Transportstyrelsens föreskrifter och allmänna råd om tillämpning av eurokoder
Transportstyrelsens föreskrifter och allmänna råd om tillämpning av eurokoder innehåller regler för hur eurokoderna får tillämpas vad gäller byggnadsverken järnvägar, spårvägar, tunnelbanor, vägar och gator samt de anordningar som hör till dessa, och ges ut av Transportstyrelsen.
Tillämpningen av Eurokoderna för dimensionering av byggnader i Sverige regleras i Boverkets föreskrifter och allmänna råd om tillämpning av europeiska konstruktionsstandarder, EKS, som ges ut av Boverket.